# Одинокий Дрозд (созвездие)

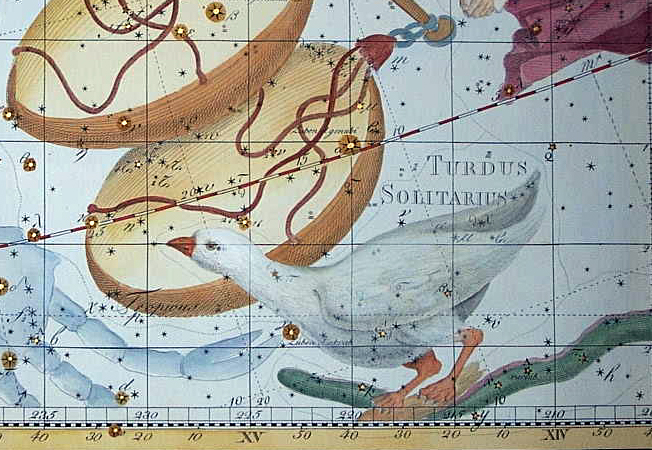
Изображение созвездия из книги «Uranographia» Иоганна Боде

Одинокий Дрозд (лат. Turdus Solitarius) — отменённое созвездие южного полушария неба. Было введено в 1776 году Лемонье и некоторое время использовалось астрономами. Впоследствии на место созвездия предлагалось альтернативное — Ночная Сова, а иногда Пересмешник. У Джона Хилла на этом месте находилось созвездие Жаба. Располагалось между Гидрой и Весами. Сегодня на этом месте нет отдельного созвездия, а звёзды Одинокого Дрозда входят в созвездие Гидра.